# Carmelo Echenagusía
Carmelo Echenagusía Uribe (* 24. April 1932 in Yurreta, Spanien; † 6. November 2008 in Bilbao, Spanien) war römisch-katholischer Weihbischof im Bistum Bilbao.

## Leben
Carmelo Echenagusia Uribe studierte Theologie und Philosophie und empfing am 1. Juni 1953 in der Basilika von Begoña die Priesterweihe für das Bistum Bilbao. Er lehrte am Seminar von Derio und absolvierte an der Päpstlichen Universität Comillas ein Studium in Kanonischem Recht. Anschließend war er Professor für baskisches und kanonisches Recht in Derio; er lehrte in baskischer Sprache. Er lehrte zudem in dem in den 1960ern gegründeten Verein Euskerazaleak in Bilbao. Er war Mitgründer des Instituto Diocesano Labayru in Derio.
Während der Apostolischen Administration durch José María Cirarda Lachiondo wurde er 1968 Generalsekretär und Vertreter im Episkopat des erkrankten Bischofs Antonio Añoveros Ataún. Unter Luis Mariano de Larra war er neun Jahre lang Generalvikar. Anschließend schloss er ein Aufbaustudium der Rechte und Theologie in Rom ab. Von 1990 bis 1995 leitete er die Pfarrgemeinde Santa María de Begoña.
1995 wurde er von Papst Johannes Paul II. zum Titularbischof von Auzegera ernannt und zum Weihbischof im Bistum Bilbao bestellt. Die Bischofsweihe spendete ihm am 9. November 1995 der Bischof von Bilbao Ricardo Blázquez Pérez; Mitkonsekratoren waren Santiago Martínez Acebes, Erzbischof von Burgos, und Fernando Sebastián Aguilar CMF, Erzbischof von Pamplona y Tudela.
Dem altersbedingten Rücktrittsgesuch von Carmelo Echenagusia Uribe wurde durch Papst Benedikt XVI. am 5. Februar 2008 stattgegeben. Sein Nachfolger wurde Mario Iceta Gavicagogeascoa.
In der spanischen Bischofskonferenz wurde er Mitglied der bischöflichen Kommission für Liturgie und Migration; er setzte sich insbesondere für die Seelsorge auf der Straße ein. Carmelo Echenagusia war korrespondierendes Mitglied der Königlichen Akademie der Baskischen Sprache. Er veröffentlichte fünf Anthologien baskischer Literatur und viele Artikel über die baskische Kultur in verschiedenen Zeitschriften.